# Umbellulifera planoregularis
Umbellulifera planoregularis is een zachte koraalsoort uit de familie Alcyoniidae. De koraalsoort komt uit het geslacht Umbellulifera. Umbellulifera planoregularis werd in 1898 voor het eerst wetenschappelijk beschreven door Burchardt. 